# Сейдалин, Рустем Аббасович
Русте́м Абба́сович Сейда́лин (каз. Рүстем Аббасұлы Сейдалин; 24 августа 1927, Кзыл-Орда — 7 января 2015, Алма-Ата) — советский и казахстанский архитектор; кандидат архитектуры, член-корреспондент АХ СССР; заслуженный архитектор Казахской ССР (1970), лауреат Государственной премии СССР (1982).

## Биография
В 1951 г. окончил Московский архитектурный институт, аспирантуру Академии строительства и архитектуры СССР; в 1965 г. защитил кандидатскую диссертацию.
С 1951 г. работал в Караганде — архитектор института «Карагандагипрошахт», главный инженер отдела Казахского филиала Академии строительства и архитектуры СССР (1961—1964).
С 1964 г. — в Алма-Ате, преподавал на кафедре архитектуры жилых и общественных зданий Казахского политехнического института (старший преподаватель, доцент, заведующий кафедрой). В 1973—1988 гг. — заместитель председателя Государственного комитета Казахской ССР по делам строительства. В 1988 году вышел на пенсию.
В 1965—1973, 1982—1988 гг. — председатель Союза архитекторов Казахстана.
В 1980—1989 гг. — депутат Верховного Совета Казахской ССР 10-го и 11-го созывов.
Скончался 7 января 2015 года в Алма-Ате

### Семья
Жена — Маро Сейдалина.

## Постройки
Караганда
- здание межрайонного экономического суда (ранее — Ленинского райкома партии)
- административные здания и жилые дома

Сарань
- административные здания и жилые дома

Алма-Ата
- мемориал Славы в парке 28 гвардейцев-панфиловцев
- Дом дружбы и культурных связей и комплекс зданий на площади Республики

Кербулакский район Алма-Атинской области
- музей Ч.Валиханова[2]

Уральск
- монумент в честь 50-летия обороны[3]

## Проекты
- Центральный музей (Алма-Ата)[3]

## Награды и признание
- заслуженный архитектор Казахской ССР (1970)[1]
- Государственная премия Казахской ССР (1979)[2]
- Государственная премия СССР (1982) — за архитектуру комплекса зданий Новой площади в городе Алма-Ате.